# Pseudoskalar
Ein Pseudoskalar ist eine skalare Größe, die  unter Raumspiegelungen {\displaystyle {\vec {x}}\rightarrow -{\vec {x}}} ihr Vorzeichen ändert. Ein Pseudoskalar hat also die Parität −1.
Eine pseudoskalare Objekteigenschaft ist die Händigkeit: Eine rechte Hand erscheint im Spiegel als linke.

## Weitere Beispiele
Ein Pseudoskalar entsteht z. B. als Skalarprodukt eines Richtungsvektors mit einem Drehvektor, Drehvektoren wiederum als Kreuzprodukt aus zwei Richtungsvektoren – insgesamt ein Spatprodukt:
{\displaystyle {\vec {a}}\cdot \left({\vec {b}}\times {\vec {c}}\right)}
Ein physikalisches Beispiel ist der magnetische Fluss durch eine Fläche. Er ist definiert als das Skalarprodukt der magnetischen Flussdichte, eines Drehvektors, mit dem Normalenvektor der Fläche.
Das Pion ist ein pseudoskalares Teilchen. Unter Lorentz-Transformationen verhält sich seine quantenmechanische Wellenfunktion wie ein Skalar, jedoch mit negativer Parität.
Der Drehimpuls ist, als Kreuzprodukt von Impuls- und Ortsvektor, ein Drehvektor mit Betrag, Achse und Drehsinn. Die Kombination von Drehsinn mit einer Bewegungsrichtung entlang der Achse ergibt Helizität. An der Helizität von Elementarteilchen zeigt sich die Paritätsverletzung beim β-Zerfall.